# 沙克尔顿冰架

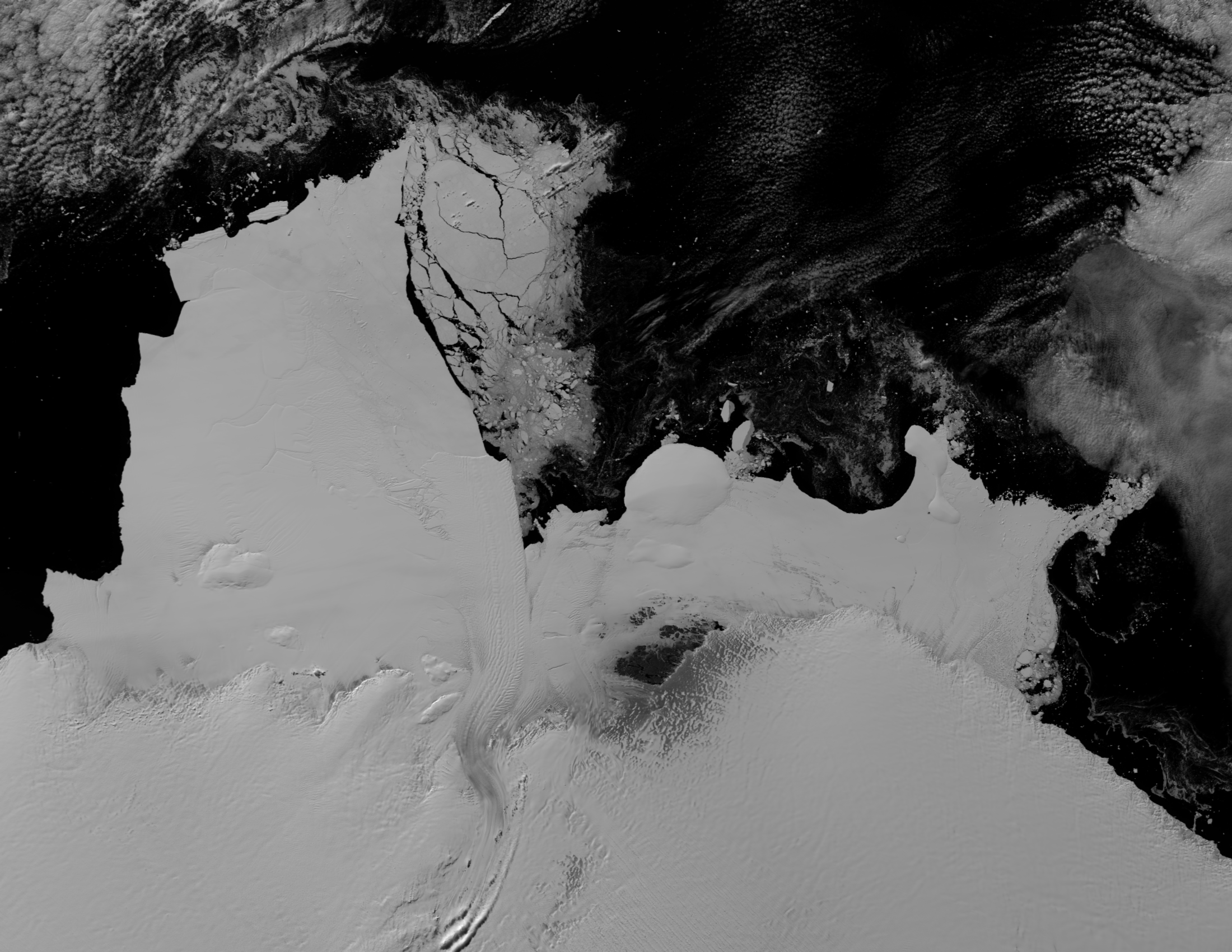
美國國家航空暨太空總署中解析度成像分光輻射計於2009年所拍攝的冰架。

沙克尔顿冰架（英語：Shackleton Ice Shelf）位于东南极洲玛丽皇后地的印度洋海岸，1911年至1914年澳大利亚探险家道格拉斯·莫森率领的探险队首次到达，并以爱尔兰南极探险家欧内斯特·沙克尔顿的名字命名。俄罗斯的南极科考站和平站位于冰架西部。